# مولای
مولای (به فرانسوی: Moulay) یک کامین در فرانسه است که در Canton of Mayenne-Est واقع شده‌است.

## خصوصیات
مولای ۸٫۶۶ کیلومترمربع مساحت و ۹۲۲ نفر جمعیت دارد و ۱۲۰ متر بالاتر از سطح دریا واقع شده‌است.